# Ermita de San Gregorio (Vinaroz)
La ermita de Sant Gregorio está situada en las afueras de la población de Vinaroz, en el cruce de los caminos del cementerio o de las Dues Viles y, el de San Gregorio, a unos 700 metros de la población.

## Historia
Después de haberse librado de una plaga de langostas, los agricultores, agradecidos a san Gregorio, que creían les había ayudado, decidieron el 28 de septiembre de 1779 la construcción de la ermita. Fue contratado Pere Gonel, fraile y arquitecto, para realizar las trazas y la construcción. La primera piedra se colocó el 9 de mayo de 1780. En 1781 ya estaba terminada la fachada, según la fecha grabada en el dintel, pero la decoración interior se finaliza en 1799, según otra inscripción en la vuelta. Las edificaciones contiguas se harían en esta última fecha.
Durante muchos años del siglo XX la ermita fue utilizada como almacén municipal, y se fue deteriorando. Y la casa del ermitaño y el terreno de la zona fue utilizado para realizar los exámenes de conducir.
Durante los veranos de 2001 y 2002 un grupo de estudiantes y licenciados de la UJI rehabilitaron el interior de la ermita. Y en 2003 un taller de ocupación restauró la fachada y los alrededores. Durante estos años eliminaron la espadaña que coronaba la fachada. En marzo del 2013 se reconstruyó la espadaña y en mayo de ese año se colocó la campana procedente del antiguo convento de las Siervas de Jesús.
El 26 de marzo de 2009 se inauguró en la antigua casa del ermitaño un punto de encuentro familiar, espacio de mediación entre padres e hijos.

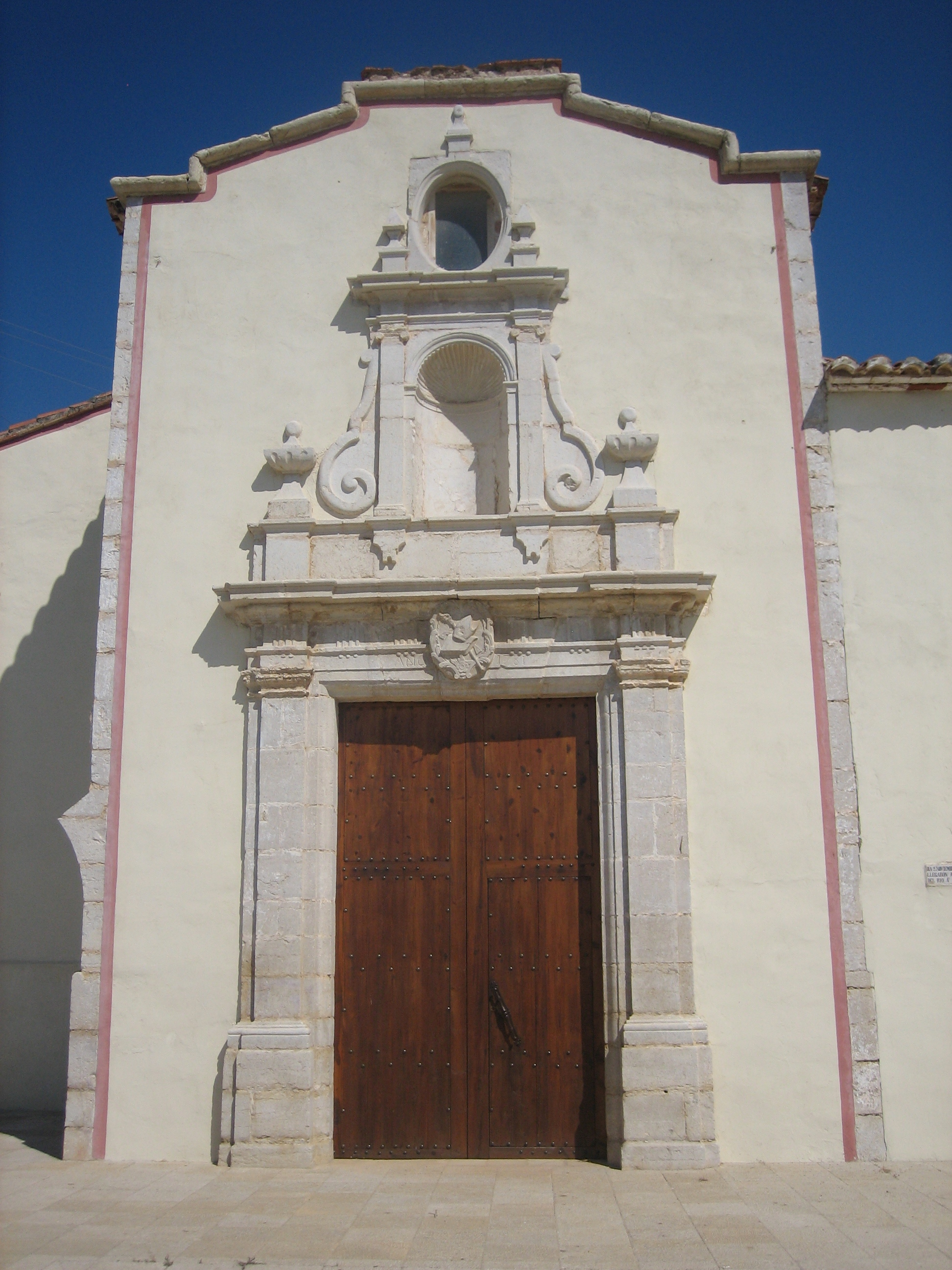
Portada.

## Arquitectura
La ermita tiene planta de cruz griega, prolongado el eje principal para situar el coro alto a los pies y el presbiterio en la cabecera. Se cubre el crucero con cúpula sobre pechinas que se apoyan sobre pilastras de orden compuesto (en el exterior, la cúpula se sustenta sobre tambor octogonal poco elevado, con ventanas rectangulares, que en el interior se sitúan entre los nervios de la cúpula ), mientras los brazos laterales están cubiertos por bóveda de cañón con lunetas, y en los ángulos por bóveda de crucería. El ábside, recto, se cubre por una bóveda de cuadrante de esfera sobre pechinas.
La fachada con cornisa de líneas quebradas, donde se enmarca, centrada, una portada de dos cuerpos. El inferior, con pilastras toscanas que soportan un friso con metopas y triglifos, y en la clave del dintel, un escudo oval con los símbolos del santo. El segundo cuerpo se centra en una hornacina delimitada por pilastras jónicas y acompañada por pináculos en los extremos. Y por encima, un ojo de buey ovalado protegido por pináculos, que aumenta la verticalidad.
El retablo mayor, realizado por J.B. Nicolás, cuenta con la representación de San Antonio Abad coronando el conjunto, las representaciones de San Abdón y San Senén en los laterales y la imagen de San Gregorio en la hornacina central. Se conservan también dos retablos laterales al fresco dedicados a Santa Rita de Cascia y San Nicolás de Tolentino.

## Bibliografía

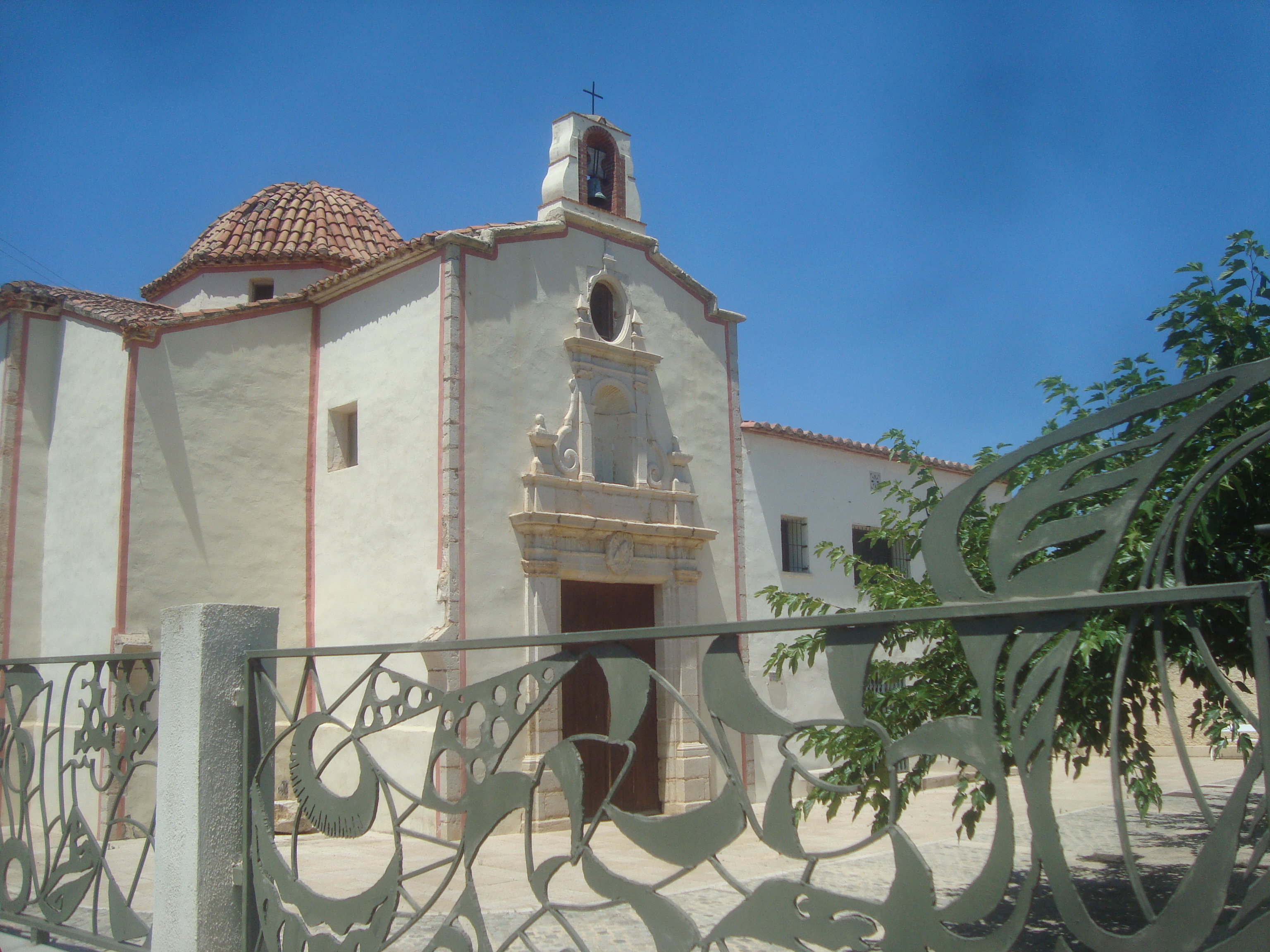
Panorámica de la Ermita de San Gregorio de Vinaroz.